# Горгония
Горгония (греч. Γοργονία; ? — 23 февраля 372 (?)) — дочь Григория Назианзина Старшего и святой Нонны, старшая сестра святителя Григория Богослова. Почитается в лике праведных, память совершается в Православной церкви 23 февраля (по юлианскому календарю), в Католической церкви 9 декабря.

## Жизнеописание
Основным источником сведений о Горгонии является надгробное слово в её честь, написанное её братом Григорием. О ранних годах жизни и образовании Горгонии сведения неизвестны. Она вышла замуж за некого Алипия, родила несколько сыновей и трёх дочерей, имела внуков. При этом Горгония вела аскетический образ жизни, много молилась, не придавала значения еде и одежде, принимала в своём доме клириков.
Григорий Богослов описывает историю болезни и чудесного исцеления своей сестры, которая связана с необычной формой использования Святых Даров некрещённым человеком (о крещении Горгонии см. ниже). Однажды во время падения с колесницы Горгония получила многочисленные раны и переломы, и врачи были бессильны оказать ей помощь. Тогда 

…решается она на некую благочестивую и прекрасную дерзость, подражает женщине, которая прикосновением к краю одежды Христа иссушила кровотечение. Что же она делает? Приклонив голову к жертвеннику с таким же воплем и столь же обильными слезами, как та, что некогда омыла ноги Христа, обещает не отойти, пока не получит исцеления. Потом, поскольку рука собрала нечто из вместообразных честного Тела и Крови, она смешала это со своими слезами и, помазав тело этим самодельным лекарством, — о чудо! — тотчас отходит, почувствовав исцеление…

Крещение приняла уже перед своей смертью, следуя одной из традиций своего времени, что вся жизнь есть подготовка к нему. При этом Григорий пишет, что «для неё почти одной само таинство было печатью, а не дарованием», указывая что духовного совершенства Горгония достигла будучи оглашенной. Приняв крещение, сама Горгония привела к нему и своего мужа.
Скончалась Горгония вскоре после своего брата Кесария, но раньше своих родителей. О причине смерти Горгонии Григорий Богослов не сообщает, указывая лишь что она мирно скончалась в окружении родных, обратившись к своему духовнику Фаустину Иконийскому со словами «спокойно ложусь я и сплю» (Пс. 4:9).